# Прокопенко, Иван Фёдорович
Иван Фёдорович Прокопенко (10 июня 1936, с. Васильки — 29 июня 2021, Харьков) — украинский экономист, доктор педагогических наук, профессор, академик Национальной академии педагогических наук Украины, академик Российской академии образования. Заслуженный работник образования Украины.

## Биография
Родился 10 июня 1936 в селе Васильки Лохвицкого района Полтавской области.
Образование высшее: с 1960 по 1964 год учился в Харьковском юридическом институте (ныне Национальный университет «Юридическая академия Украины имени Ярослава Мудрого»), специальность: правоведение, квалификация: юрист. Доктор педагогических наук, профессор, академик Национальной академии педагогических наук Украины.
Трудовая деятельность:
- 1953—1955 — колхозник колхоза им. Т. Шевченко Лохвицкого района Полтавской области.
- 1955—1956 — инструктор Лохвицкого райкома комсомола.
- 1956—1959 — плотник, забойщик шахты «Полтавско-комсомольская № 2» в г. Енакиево Донецкой области.
- 1959—1960 — 2-й секретарь Лохвицкого райкома комсомола.
- 1965—1980 — преподаватель, доцент, заведующий кафедрой политической экономии Харьковского юридического института (ныне — Национальный университет «Юридическая академия Украины имени Ярослава Мудрого»).

В 1966—1967 годах учился в институте последипломного образования по специальности «политическая экономия» при Киевском национальном университете имени Т. Г. Шевченко.
В 1970—1973 годах учился в аспирантуре при кафедре политической экономии Харьковского государственного университета имени А. М. Горького (ныне Харьковский национальный университет имени В. Н. Каразина).
- 1980—2020 — ректор Харьковского государственного педагогического университета имени Г. С. Сковороды, г. Харьков[3].
- 1984—2015 — заведующий кафедрой экономической теории ХНПУ имени Г. С. Сковороды[3].
- с 2002 года — директор Института Украинского казачества при ХНПУ имени Г. С. Сковороды[3].

## Общественная работа
- 1981—1990 — депутат Харьковского городского совета;
- с 1992 года — член президиума Академии педагогических наук Украины.
- 1998—2001 — член Совета по вопросам языковой политики при Президенте Украины;
- 2006—2010 — депутат Харьковского областного совета;
- с 2010 года — член Комитета по Государственной премии Украины в области образования.

## Награды
Удостоен почетного звания «Заслуженный работник народного образования», орденами «За заслуги» I, II, III степени.
Награждён орденами «Знак Почета», Дружбы народов, Трудового Красного Знамени, Святой Софии, медалями, знаком «Отличник образования Украины» и другими наградами МОН и АПН Украины.
За разработку новой технологии образования школьников получил первую премию АПН Украины (1996). На международной выставке учебных заведений Украины (2006) награждён дипломом «За плодотворную организаторскую работу по инновационному развитию образования Украины».
Почётный гражданин города Харькова (2009).